# Giorgio Centurione
Giorgio Centurione (23 de abril de 1553, em Génova - 11 de janeiro de 1629, em Génova), um patrício genovês e 95.º Doge da República de Génova.

## Biografia
A morte repentina do doge Ambrogio Doria, devido a um acidente vascular cerebral a 12 de junho de 1621, fez com que o conselho fosse convocado para eleger o seu sucessor, e no dia 22 de junho Giorgio Centurione foi eleito como digno da liderança do Estado, o quinquagésimo na sucessão bienal e 95.º na história republicana. O seu mandato ficou marcado por uma grave crise de fome. O cargo de Magistrado das Comunidades foi criado para cuidar dos rendimentos genoveses, a Companhia de Mercadores Armenios foi introduzida em Génova e a República conseguiu adquirir o território savoniano do Marquês de Zuccarello. No final do seu mandato, a 22 de junho de 1623, foi nomeado procurador perpétuo. Centurione faleceu em Génova a 11 de janeiro de 1629, deixando um património volumoso.